# Liste der Kulturdenkmale in Eichigt

Wappen von Eichigt

In der Liste der Kulturdenkmale in Eichigt sind die Kulturdenkmale der sächsischen Gemeinde Eichigt verzeichnet, die bis Juni 2019 vom Landesamt für Denkmalpflege Sachsen erfasst wurden (ohne archäologische Kulturdenkmale). Die Anmerkungen sind zu beachten.
Diese Aufzählung ist eine Teilmenge der Liste der Kulturdenkmale im Vogtlandkreis. 

## Eichigt
| Bild                                    | Bezeichnung | Lage                        | Datierung                                                                          | Beschreibung | ID       |
| --------------------------------------- | --- | --------------------------- | ---------------------------------------------------------------------------------- | --- | -------- |
|                                         | St. Katharinen-Kirche (mit Ausstattung), Kirchhof mit Einfriedung und Leichenhalle                                                  | Dorfstraße (Karte)          | Im Kern 13. Jahrhundert (Kirche); 14. Jahrhundert (Kirchenchor); 1545 (Umbau Saal) | Aus einer früheren romanischen Wehrkirche hervorgegangen, gotische Saalkirche mit Dachreiter, wertvolles kunstgeschichtliches und bauhistorisches Denkmal. - Kirche (aus einer früheren Wehrkirche hervorgegangen): verputzter Bruchsteinbau, Obergeschoss westseitig verbrettert (Emporengeschoss), einschiffige Saalkirche, quadratischer Dachreiter (verschiefert) mit Satteldach, Spitze, Kugel und Kreuz, 5/8-Chor, Strebepfeiler mit Schieferabdeckung, spätromanisches zweistufiges Portal, insgesamt Satteldach (Schiefer), Rundbogenfenster - Innenausstattung barock: im Inneren eingebaute Sakristei und Loge um 1676, mechanische Kegelladenorgel (Eule) von 1885, frühbarocker Säulenaltar von 1714, Kanzel von 1693 (von David Lindner), flachgedeckt, Triumphbogen, doppelte Holzemporen, als Taufstein umgedrehte spätromanische Säulenbasis, südseitig zweigeschossigig Eingangshalle mit Fachwerk-Obergeschoss, Satteldach-Gaupe mit Uhr - Einfriedung: Bruchsteinmauer (Trockenmauer) im Halbrund um die Kirche geführt, Abdeckung durch dreireihige Holzschindeln | 08985611 |
| Direkt Bild zu diesem Denkmal hochladen | Wohnhaus und Wohnstallhaus eines Winkelhofes                                                                                        | Dorfstraße 18 (Karte)       | Mitte 19. Jahrhundert (Wohnstallhaus); um 1800 (Bauernhaus)                        | Wohnstallhaus Obergeschoss Fachwerk verbrettert, authentisches ländliches Zeugnis der Wohn- und Lebensweise vergangener Zeiten, baugeschichtlich von Bedeutung. - Wohnstallhaus: zweigeschossig, Erdgeschoss massiv, Bruchstein und Lehmsteine, verputzt, Satteldach (Schiefer und Eternit) und Walmdach, Fensterbänke Schiefer, alte Fenster (um 1900), Rußküche mit gezogener Esse, Keller mit Tonnengewölbe, Stall preussische Kappen - Wohnhaus: eingeschossig, Lehm, verputzt, Satteldach (Schiefer/Eternit), innen Überfangbögen über den Fenstern, Sohlbänke Schiefer, Fenstergewände Holz | 08985605 |
| Direkt Bild zu diesem Denkmal hochladen | Kriegerdenkmal für die Gefallenen des Ersten Weltkrieges und Denkmal für die Gefallenen des Deutsch-Französischen Krieges 1870/1871 | Dorfstraße 27 (vor) (Karte) | Nach 1871; nach 1918                                                               | Ortshistorische Bedeutung. Granitstele auf kräftigem rechteckigem gestuftem Sockel, Inschrift „Unser Dank 1914–1918“ sowie die Namen der Gefallenen und Eisernes Kreuz, sowie kleinere Sandstein-Stele mit pyramidalem Abschluss und hohem quadratischem Sockel, Schrift verwittert, Eisernes Kreuz. | 08985606 |
| Direkt Bild zu diesem Denkmal hochladen | Wohnstallhaus (Umgebinde) eines Bauernhofes                                                                                         | Dorfstraße 41 (Karte)       | Um 1800                                                                            | in Hanglage giebelständig zur Straße, straßenbildprägendes Zeugnis der vogtlandtypischen Bauweise des Blockständerbaus, baugeschichtlich von Bedeutung. Eingeschossig, Bruchsteinsockel, Blockstube, verbrettert, giebelseitig umgebindeähnliche Ständerkonstruktion (profilierte Kopfstreben), Umschrot, beidseitig schöner Fachwerk-Giebel, Lehmgefache, im oberen Teil verbrettert, Sohlbänke aus Holz, Stallteil massiv, verputzt, Satteldach. (Eternit) | 08985607 |
| Direkt Bild zu diesem Denkmal hochladen | Wohnhaus (Umgebinde) eines Vierseithofes                                                                                            | Dorfstraße 42 (Karte)       | Ende 18. Jahrhundert                                                               | Ehemaliges Wohnstallhaus, Zeugnis der vogtlandtypischen Bauweise (Umgebindekonstruktion), ansprechend gegliederte Giebelseite, baugeschichtlich von Bedeutung. Eingeschossig, an rückwärtiger Giebelseite späterer zweigeschossiger Anbau (kein Denkmal), vordere Haushälfte Blockstube (verbrettert) mit Umgebinde (dreiseitig), Kopfstreben der Ständer volutenförmig, Umschrot, schöner Fachwerk-Giebel, mittlerer Stiel balusterähnlich profiliert, im oberen Teil Giebel verbrettert, Satteldach (Kunstschiefer), Satteldach-Gaupe. | 08985608 |
| Direkt Bild zu diesem Denkmal hochladen | Wohnstallhaus (Umgebinde) | Dorfstraße 48 (Karte)       | Um 1800                                                                            | In Hanglage, Zeugnis der Bau- und Lebensweise vergangener Zeiten, vogtlandtypische Umgebindekonstruktion, baugeschichtlich von Bedeutung. Eingeschossig, massiv, verputzt (eventuell Blockstube), Umschrot, Giebelseite mit Fachwerk-Ständer-Konstruktion, profilierte Ständer mit Kopfstreben, Satteldach (Stehfalzblech), Satteldach-Gaupen, Stallteil verändert, Giebeldreieck verbrettert, Fenstergewände Holz. | 08985609 |
| Direkt Bild zu diesem Denkmal hochladen | Pfarrhaus, Scheune und Einfriedung eines Pfarrhofes                                                                                 | Dorfstraße 68 (Karte)       | Um 1870 (Pfarrhaus); 18. Jahrhundert (Pfarrscheune)                                | Pfarrhaus schlichter Putzbau, ortshistorisches Zeugnis, bildet typisches Ensemble mit benachbarter Kirche; Stallgebäude mit Oberlaube vor 2001 abgebrochen. - Pfarrhaus: zweigeschossig, massiv, Ziegelstein, Putzgliederung (um 1900), Zahnschnittgesims, Walmdach (Schieferdeckung), Satteldach-Gaupen, alte Winterfenster, Eingang mit Treppenaufgang (Granitstufen), profilierte Traufe, Kellergewölbe, originales Treppenhaus, Schieferplatten im Hausflur - Scheune: Blockbau, eingeschossig, steiles Satteldach (Eternit), Giebel verbrettert, Eingang mit Holzgewände - Einfriedung: Sandstein-Quader mit Ziegelstein-Aufsatz, Schieferplattenabdeckung | 08985612 |
| Direkt Bild zu diesem Denkmal hochladen | Wohnstallhaus eines Bauernhofes | Höhe 3 (Karte)              | Anfang 19. Jahrhundert                                                             | Straßenbildprägendes Zeugnis der ländlichen Wohn- und Lebensweise vergangener Zeiten, baugeschichtlich von Bedeutung. Eingeschossig, massiv, Lehm, verputzt, Sohlbänke Schieferplatten, Holzdachrinne gestützt durch Knaggen, Satteldach, Falzziegel, alte Fenster und Winterfenster, Tür mit Holzgewände, Giebel verbrettert, innen Holzdecke, Sturzbögen über den Fenstern, im Hof zwei Granitwassertröge. | 08985604 |
| Direkt Bild zu diesem Denkmal hochladen | Wohnstallhaus (Umgebinde) und Scheune eines Winkelhofes                                                                             | Untereichigt 2 (Karte)      | Bezeichnet mit 1797                                                                | Eingeschossiges Wohnstallhaus verbretterter Blockständerbau, als eines der ältesten Höfe des Ortes von hoher baugeschichtlicher und ortsgeschichtlicher Bedeutung. - Wohnstallhaus: eingeschossig, Umschrot, Fenstergewände Holz, Giebel und Ständer verbrettert, Satteldach (Schiefer), Schleppgaupen, niedriges Eingangshäuschen, darunter Kellereingang (Granitgewände, Türsturz mit Inschrift „1797“), daneben Toilettenhäuschen, Stall mit Holztür, alte Fenster, Granittreppe - Scheune: zweigeschossig, verbrettert, alte Holztore mit Eisenbeschlägen, Satteldach (Schieferdeckung) | 08985610 |

## Bergen
| Bild                                    | Bezeichnung | Lage                          | Datierung                                                                     | Beschreibung | ID       |
| --------------------------------------- | --- | ----------------------------- | ----------------------------------------------------------------------------- | --- | -------- |
| Weitere Bilder                          | Sachgesamtheit Königlich-Sächsische Triangulierung („Europäische Gradmessung im Königreich Sachsen“); Station 151, Bergen | (Flurstück 534a) (Karte)      | Bezeichnet mit 1876                                                           | Triangulationssäule; Station der Königlich-Sächsischen Triangulation, Netz 2. Ordnung, wissenschaftsgeschichtlich und technikgeschichtlich von Bedeutung. Die Station 151 in Bergen wurde am Leithenholz westlich des Dorfes, südlich am Bergen–Ebmather Wege errichtet. Die benötigte Fläche von 36 m² wurde mit Kaufvertrag vom 17. Oktober 1876 vom Grundeigentümer, Gutsbesitzer J. W. Scherzer in Bergen, für den Königlich Sächsischen Staatsfiscus zum Preis von 25,50 Mark erworben. Die Station ist von der Gemeinde Eichigt in den Rundwanderweg “Tour der Steine” zu historischen Denkmalen einbezogen. | 09305072 |
| Direkt Bild zu diesem Denkmal hochladen | Wohnstallhaus (Umgebinde), Scheune und Toreinfahrt eines Bauernhofes                                                      | Eichigter Straße 8 (Karte)    | Ende 18. Jahrhundert (Wohnstallhaus); bezeichnet mit 1839 (Toreinfahrt)       | Geschlossene Hofanlage, Zeugnis der ländlichen Bau- und Wirtschaftsweise vergangener Zeiten, vogtlandtypische Umgebindekonstruktion, baugeschichtlich von Bedeutung. - Wohnstallhaus: eingeschossig, massiv, vermutlich Blockstube, verputzt, Umschrot, giebelseitig Umgebinde, Ständer mit volutenförmigen Kopfstreben, balusterähnlich profilierte Ständer, rückseitig zweigeschossiger Mittelrisalit mit Satteldach, Satteldach (Pappe), ein Giebel verbrettert - Einfriedung: zwei Granittorpfeiler (quadratisch) mit pyramidalem Aufsatz, bekrönt durch eiförmige Granitkugeln, Stirnseiten bezeichnet mit „J.C.G.M. 1839“, Holztor und Leutepforte Scheune: zweigeschossig, verbrettert, Satteldach (Eternit), Holzdachrinne | 08985630 |
| Direkt Bild zu diesem Denkmal hochladen | Kriegerdenkmal für die Gefallenen des Ersten Weltkrieges                                                                  | Freiberger Straße (Karte)     | Nach 1918                                                                     | Ortshistorische Bedeutung | 09302449 |
| Direkt Bild zu diesem Denkmal hochladen | Wohnstallhaus (Umgebinde), Scheune und Durchfahrtsscheune sowie Hofwand eines Dreiseithofes                               | Freiberger Straße 23 (Karte)  | Um 1800                                                                       | Vogtlandtypisches Zeugnis der bäuerlichen Wohn- und Wirtschaftsweise vergangener Zeiten, Wohnhaus mit Umgebindekonstruktion, baugeschichtlich von Bedeutung. - Wohnstallhaus: zweigeschossig, Erdgeschoss massiv (Blockstube mit Umgebinde), Giebel verputzt, Obergeschoss Fachwerk mit Lehmausfachung, geohrte Holzfenstergewände, Fensterläden, alte Fenster, hintere Haushälfte im Erdgeschoss Bruchstein, Obergeschoss verbrettert, hofseitig Stallteil mit Oberlaube (verbrettert, Knaggen), hölzerne Einschubdecke im Inneren - Scheune: zweigeschossig, verbrettert, Satteldach (Holzschindeldeckung erneuert), Bruchsteinsockel, Sockel- bzw. Untergeschoss Holzbohlen - Durchfahrtsscheune: zweigeschossig, verbrettert, Satteldach (Eternit), eingeschossiger Anbau, Obergeschoss leicht vorkragend, Holztüren, Holzdachrinne - Zur Straße hin Hofwand: verbrettert, Eingang mit Holztor und Leutepforte | 08985628 |
| Direkt Bild zu diesem Denkmal hochladen | Wohnstallhaus (mit Anbau) und zwei Scheunen eines Vierseithofes                                                           | Freiberger Straße 25 (Karte)  | Bezeichnet mit 1895, im Kern älter (Wohnstallhaus); 19. Jahrhundert (Scheune) | Wohnstallhaus Obergeschoss Fachwerk verputzt, geschlossen erhaltene bäuerliche Hofanlage, baugeschichtlich von Bedeutung. - Wohnstallhaus, im Giebel bezeichnet mit 1895: zweigeschossig, Erdgeschoss massiv, verputzt, Holzfensterrahmung im Obergeschoss, Sohlbänke Granit, Rechteckfenster, innen Überfangbögen, im Stall preussische Kappen, Stallteil im hinteren Teil verbrettert, profilierte Holztraufe, Satteldach (Schiefer) mit quadratischem Dachreiter (mit Zeltdach und Knauf) - Durchfahrtsscheune: eingeschossig, verbrettert, Ziegelsteinsockel, Satteldach (Pappe), Umschrot - Zweite Scheune: zweigeschossig, verbrettert, auf Granitpfosten stehend (Sockel), Satteldach (hofseitig Schiefer, altdeutsche Deckung), profilierte Sparren, Holzfensterläden | 08985632 |
| Direkt Bild zu diesem Denkmal hochladen | Wohnstallhaus (Umgebinde) eines Dreiseithofes                                                                             | Freiberger Straße 30 (Karte)  | Ende 18. Jahrhundert                                                          | Als eines der ältesten Gebäude des Ortes von wissenschaftlich-dokumentarischer Bedeutung, mit vogtlandtypischer Umgebindekonstruktion, baugeschichtlicher Wert. Eingeschossig, Blockstube verbrettert und massiv (Bruchstein), Umschrot, Satteldach (Falzziegel), innen Schwarze Küche, Holzfenster mit Holzgewände, giebelseitig umgebindeähnliche Ständer mit Kopfstreben (verbrettert), Giebeldreieck verbrettert, zweigeschossiges Dach. | 08985633 |
| Direkt Bild zu diesem Denkmal hochladen | Wohnstallhaus eines Hakenhofes                                                                                            | Freiberger Straße 31 (Karte)  | Ende 18. Jahrhundert                                                          | Zweigeschossiges (Eingangsseite) bzw. eingeschossiges (Rückseite)Gebäude in Hanglage mit hohem Bruchsteinsockel (massiv, verputzt), als einer der ältesten Höfe des Ortes von wissenschaftlich-dokumentarischer und baugeschichtlicher Bedeutung. Eingangseitiges Obergeschoss bzw. rückseitiges Erdgeschoss in Fachwerk, verbrettert, Umschrot durchgängig, alte Fenster, Holzdachrinne, Satteldach (Stehfalzblech), Giebel verbrettert, Giebelfenster vergrößert, traufseitig Fenster zum Teil vergrößert, im Winkel anschließende Haushälfte massiv. | 08985635 |
| Direkt Bild zu diesem Denkmal hochladen | Wohnstallhaus (Umgebinde) eines Vierseithofes                                                                             | Freiberger Straße 32 (Karte)  | Um 1800                                                                       | Zeugnis der baulichen Entwicklung unterschiedlicher Bauweisen und Baustoffe im ländlichen Bereich, mit bemerkenswerter Umgebindekonstruktion, baugeschichtlich von Bedeutung. Eingeschossig, Erdgeschoss Ziegelstein (Stall), im hinteren Teil vermutlich Blockstube, dreiseitiges Umgebinde (verbrettert), profilierte balusterähnliche Ständer mit Kopfstreben, Stallteil bis auf Umschrot komplett in Ziegelstein erneuert, Stall mit Segmentbogenfenstern und Segmentbogeneingang, Schleppgaupe, Satteldach (zweigeschossig), Giebeldreieck verbrettert, durchgängiger Umschrot, im Stall preussische Kappen, alte Eingangstür, alte Winterfenster, Bruchstein- und Ziegelsteinsockel. | 08985634 |
| Direkt Bild zu diesem Denkmal hochladen | Wohnstallhaus | Gettengrüner Straße 4 (Karte) | Anfang 19. Jahrhundert                                                        | Eingeschossiges Gebäude mit verbretterter Blockstube, sozialhistorisches Zeugnis bescheidener ländlicher Wohn- und Wirtschaftsweise vergangener Zeiten. Hinterer Teil (Stall) massiv, Bruchstein, verputzt, anschließend verbretterter Anbau, vorderer Teil verbrettert (vermutlich Blockstube), durchgehender Umschrot, Holzdachrinne, Fensterbänke Holz, Satteldach (Blechfalz), Giebeldreieck verbrettert, giebelseitig Fenster vergrößert, an rückwärtiger Traufseite zweigeschossiger späterer Anbau (massiv, verputzt) mit Satteldach. | 08985636 |

## Ebmath
| Bild                                    | Bezeichnung                                                                   | Lage                        | Datierung                     | Beschreibung | ID       |
| --------------------------------------- | ----------------------------------------------------------------------------- | --------------------------- | ----------------------------- | --- | -------- |
| Direkt Bild zu diesem Denkmal hochladen | Ehemalige Schmiede (vermutlich) und daran angebaute Scheune eines Winkelhofes | Roßbacher Straße 6a (Karte) | 1776 laut Auskunft Eigentümer | Zweigeschossiges Wohnhaus mit verschiefertem Giebel, ortsgeschichtliches und wirtschaftshistorisches Zeugnis. - Wohnhaus (vermutlich ehemalige Schmiede): massiv, verputzt, Sohlbänke Schiefer, alte Fenster, geohrtes Eingangsportal mit Profilierung (vermauert), Holztraufe, Giebeldreieck verschiefert, Eingangshäuschen (neu), Winterfenster, Walm- bzw. Satteldach, altdeutsche Schieferdeckung - Scheune: eingeschossig, verbrettert, giebelseitig Holztor, Satteldach (Schiefer) | 08985618 |
| Direkt Bild zu diesem Denkmal hochladen | Grenzlandschänke: Gasthaus und Nebengebäude (Schuppen)                        | Roßbacher Straße 9 (Karte)  | Um 1885                       | Zeugnis der Gründerzeit (Klinkerbauweise) mit wertvollem Originalbestand, typischer Grenzbau unweit des Grenzüberganges zu Tschechien, ortsgeschichtlich von Bedeutung. - Gaststätte: zweigeschossiger Klinkerbau, Bruchsteinsockel, Satteldach, Kunststeingliederung, Sohlbänke, gerade profilierte Fensterverdachung, Zahnschnittgesims, originales Eingangshäuschen mit Satteldach, verbrettert, Rundbogenfenster, profilierte Balkenköpfe, originale Gründerzeittür mit Oberlicht und Ziergitter - Nebengebäude (Schuppen): zweigeschossig, verbrettert, Holztor, geschwungene Fensterrahmungen mit eingekerbter Schneckenlinie | 08985617 |
| Direkt Bild zu diesem Denkmal hochladen | Wohnstallhaus (Umgebinde) und Scheune eines Bauernhofes                       | Roßbacher Straße 13 (Karte) | Anfang 19. Jahrhundert        | Eindrucksvolles Zeugnis der ländlichen Bauweise vergangener Zeiten, mit vogtlandtypischer Umgebindekonstruktion, straßenbildprägende Giebelansicht, baugeschichtlich von Bedeutung. - Wohnstallhaus: eingeschossig, Bruchsteinsockel, ehemals mit Blockstube, verbrettert, umgebindeähnliche Konstruktion (Ständer und Kopfstreben, verbrettert), Satteldach, Schieferdeckung, Stallteil massiv, im hinteren Teil Ziegelstein, Giebel verbrettert, Umschrot verbrettert, Holzdecke, alte Fenster - Scheune: zweigeschossig, verbrettert, Satteldach, Kronendeckung (Biberschwanzdeckung), Holzdachrinne, Holztore                   | 08985616 |
| Direkt Bild zu diesem Denkmal hochladen | Wohnhaus eines Winkelhofes                                                    | Roßbacher Straße 16 (Karte) | Mitte 19. Jahrhundert         | Authentisches Zeugnis in seltener Bauweise, eingeschossiges Gebäude mit gestanzten dekorativen Blechschindeln am Giebel, baugeschichtlich von Bedeutung. Massiv, verputzt, Sohlbänke, alte Fenster, Putzfaschen, Winterfenster mit Oberlicht-Sprossen, Satteldach (Falzblech und am Giebeldreieck Blechschindeldeckung mit eingestanztem Muster), Satteldach-Gaupe, ehemals Fensterläden (entfernt), verbrettertes Eingangshäuschen. | 08985615 |
| Direkt Bild zu diesem Denkmal hochladen | Ehemaliges Zollbeamtenwohnhaus (Doppel-Wohnhaus)                              | Roßbacher Straße 17 (Karte) | Um 1936                       | Am Abzweig nach Gettengrün unmittelbar vor dem Grenzübergang zu Tschechien, regionalgeschichtliches Zeugnis der Bauweise der 1930er Jahre im Heimatstil. Eingeschossig, massiv, verputzt, Quadermauersockel, traufseitig vier Fensterachsen, originale Fenster mit Fensterläden, steiles Satteldach, Dachhecht, verschiefert, Giebeldreieck verbrettert, zweigeschossiges Dach, altdeutsche Schieferdeckung, giebelseitig störender eingeschossiger Anbau, an der Rückseite traufseitig zwei Eingänge mit Bruchstein-Seitenmauern, drei Schornsteine (verschiefert).                                                                | 08985614 |
| Direkt Bild zu diesem Denkmal hochladen | Wohnstallhaus und Scheune eines Winkelhofes                                   | Schloßweg 7 (Karte)         | Mitte 19. Jahrhundert         | Landschaftsprägendes Gehöft mit verbretterten Gebäuden, Zeugnis der ländlichen Wohn- und Wirtschaftsweise vergangener Zeiten, baugeschichtlich von Bedeutung. - Wohnstallhaus: eingeschossig, linke Haushälfte Brettkonstruktion auf Bruchsteinsockel, rechte Haushälfte massiv, verputzt, Schiefersohlbänke, alte Fenster, zwei Eingangstüren, Fensterläden, Holzdachrinne, Fensterfaschen, Satteldach (Schiefer), Satteldach-Gaupen, Giebel verbrettert - Scheune: eingeschossig, verbrettert, Holztore, Holzdachrinne, Satteldach (Schiefer), Giebel verbrettert                                                                 | 08985613 |

## Hundsgrün
| Bild                                    | Bezeichnung | Lage                              | Datierung       | Beschreibung | ID       |
| --------------------------------------- | ----------- | --------------------------------- | --------------- | --- | -------- |
| Direkt Bild zu diesem Denkmal hochladen | Wegestein   | Oelsnitzer Straße (Karte)         | Um 1900         | Verkehrshistorisches Denkmal. Wegweiser mit Kilometerangaben, aus Schieferplatte, Oberkante abgerundet, farbige Aufschrift: „Oelsnitz 7.0 km Ebersbach 2.0 km Eichigt 3.0 km Adorf 7.8 km“. | 08985637 |
| Direkt Bild zu diesem Denkmal hochladen | Bergkeller  | Oelsnitzer Straße 3 (bei) (Karte) | 19. Jahrhundert | Straßenbildprägendes Zeugnis der Wirtschaftsweise vergangener Zeiten, wirtschaftsgeschichtlich von Bedeutung. Segmentbogenöffnung mit Schieferplattenabdeckung, dahinter rechteckiges Granitgewände mit Profilierung, Wangenmauer Bruchstein, Holztür, innen Tonnengewölbe (Bruchstein), Fußboden ausgelegt mit Schieferplatten und drei Mühlrädern mit verschiedenen Einkerbungen. | 08985638 |

## Kugelreuth
| Bild                                    | Bezeichnung                                                                                           | Lage                                             | Datierung | Beschreibung | ID       |
| --------------------------------------- | --- | ------------------------------------------------ | --------- | --- | -------- |
| Weitere Bilder                          | Grenzstein                                                                                            | (Gemarkung Tiefenbrunn, Flurstück 300/7) (Karte) | 1848      | Grenzstein des Königreichs Sachsen am Dreiländereck zwischen Sachsen, Tschechien und Bayern, besonderes historisches Zeugnis der Landesgeschichte. Granitstein, oben abgerundet, Stirnseite nach Sachsen hin bezeichnet mit „DS“, nach Böhmen hin mit „CS“, seitlich bezeichnet mit 1848, eingemeißelte Schrift mit schwarzer Farbe nachgezogen. | 08985624 |
| Direkt Bild zu diesem Denkmal hochladen | Zollbeamtenwohnhaus (Doppelhaus)                                                                      | Hammerleithener Weg 5, 6 (Karte)                 | 1901      | In Ecklage zur Kugelreuther Straße, historisches Zeugnis eines Zollgebäudes der Jahrhundertwende, bildet Ensemble mit zeitgleichem Zollbeamtenwohnhaus Kugelreuther Straße 9/10, regionalgeschichtlich von Bedeutung. Eingeschossiger Klinkerbau, roter Klinker, gelbe Klinkergliederung, hoher Granitsockel (Quadermauerwerk), Fenstergewände Kunststein (geohrt), darüber Sturzbögen (gelber und roter Klinker), giebelseitig überdachter Treppenaufgang, verbrettert, Zahnschnittgesims, darüber Drempelgeschoss, Krüppelwalmdach, Pfettendach (Schieferdeckung), vier regelmäßig angeordnete Satteldach-Gaupen. | 08985629 |
| Direkt Bild zu diesem Denkmal hochladen | Zollbeamtenwohnhaus                                                                                   | Hammerleithener Weg 7 (Karte)                    | Um 1936   | Zeittypisches Zeugnis der Bauweise in den 1930er Jahren im Zollhaus- bzw. Heimatstil, regionalgeschichtlich und baugeschichtlich von Bedeutung. Eingeschossig, Bruchsteinsockel, massiv, verputzt, quadratischer Grundriss, quadratische Fenster mit Fensterläden, Drempelgeschoss und Giebeldreieck verbrettert, zweigeschossiges Dach, im Giebel zweireihig Fenster (obere Reihe als Fensterband aus kleinen quadratischen Fenstern), steiles Satteldach (Schieferdeckung), Schleppgaupe (verschiefert). | 08985620 |
|                                         | Wachturm an der ehemaligen Staatsgrenze der DDR                                                       | Kugelreuther Straße (Karte)                      | Um 1970   | Seltenes historisches Sachzeugnis des geteilten Deutschland, bildet Einheit mit einsehbarem Grenzabschnitt, Landmarke in landschaftsprägender Lage auf einem Hügel mit Blickbezug zur ehemaligen innerdeutschen Grenze. Quadratischer Grundriss, dreigeschossig, oberes Geschoss durchfenstert (Wachfunktion): in alle vier Richtungen vierteiliges Fensterband (Spiegelglas), Betonwände (Gussbetonplatten). Innen Eisentreppen, Stahltür, darüber Aufschrift „Amateurfunk Dreiländereck“ (neu, heutige Nutzung des Turms vom Amateurfunk), Geländer, Antennenaufsätze (von den ursprünglich 850 Wachtürmen existieren bundesweit nur noch 35 Türme). | 08985619 |
| Direkt Bild zu diesem Denkmal hochladen | Grenzabschnitt der ehemaligen Staatsgrenze der DDR: Kolonnenweg, Schutzstreifen und Panzersperrgraben | Kugelreuther Straße (Karte)                      | Um 1970   | Ablesbare authentische Spuren deutscher Geschichte, landschaftsprägender Grenzverlauf, bildet Einheit mit nahem Wachturm, geschichtliches Zeugnis, von hoher Singularität (Sachsen besitzt nur etwa 50 km ehemalige innerdeutsche Grenze). - Kolonnenweg: Betonplattenweg für Panzer (zweispurig) - Kontrollstreifen (Schutzstreifen ursprünglich Acker, um Spuren zu erkennen, jetzt Wiese): war in östlicher und westlicher Richtung durch Stacheldraht und Streckmetallzaun begrenzt, Reste der Zaunpfosten (Beton) noch erhalten - Westlich des Betonweges verläuft der so genannte Panzersperrgraben: armierte Betonplatten (1 m × 5 m, etwa 25 cm starke Platten), im 45°-Winkel, jeweils zwei Betonplatten gegeneinander gelegt, so dass zur Mitte ein Graben entsteht, unter Schutz gestellter Grenzabschnitt etwa 400 m lang, 100 m breit | 08985623 |
| Direkt Bild zu diesem Denkmal hochladen | Zollbeamtenwohnhaus (Doppelhaus)                                                                      | Kugelreuther Straße 9, 10 (Karte)                | 1901      | In Ecklage zum Hammerleithener Weg, regionalhistorisches Zeugnis eines Zollhauses aus der Zeit der Jahrhundertwende um 1900, bildet Ensemble mit zeitgleichem Zollbeamtenwohnhaus Hammerleithener Weg 5/6, baugeschichtlich von Bedeutung. Eingeschossig, hoher Granitsockel (Quadermauer), sonst Klinker (rot mit gelber Gliederung), Fenstergewände Kunststein (geohrt), Sturzbögen, giebelseitiger Treppenaufgang mit Holzverbretterung, überdacht, Drempel, Zahnschnittgesims, Krüppelwalmdach, Pfettendach, Schieferdeckung, vier Satteldach-Gaupen regelmäßig angeordnet. | 08985621 |

## Pabstleithen
| Bild                                    | Bezeichnung                                                                           | Lage                                     | Datierung                                                                                                  | Beschreibung | ID       |
| --------------------------------------- | ------------------------------------------------------------------------------------- | ---------------------------------------- | --- | --- | -------- |
| Direkt Bild zu diesem Denkmal hochladen | Wohnstallhaus, Scheune, Seitengebäude, Wassertrog und Toreinfahrt eines Dreiseithofes | Ebmather Weg 7 (Karte)                   | Bezeichnet mit 1839 (Wassertrog); Mitte 19. Jahrhundert (Wohnstallhaus); bezeichnet mit 1858 (Toreinfahrt) | Wohnstallhaus Obergeschoss Fachwerk verbrettert, Wirtschaftsgebäude verbrettert, authentisches Zeugnis der bäuerlichen Wohn- und Wirtschaftsweise vergangener Zeiten, baugeschichtlich und ortsgeschichtlich von Bedeutung. - Wohnstallhaus: zweigeschossig, Erdgeschoss massiv, verputzt, alte Fenster mit Fensterfaschen, Giebeldreieck verbrettert, Satteldach (Kunstschiefer) und Satteldach-Gaupen, eine Fensterachse und Giebel massiv (Ziegelstein, verputzt) - Scheune: zweigeschossig, Satteldach (Kunstschiefer), im Obergeschoss großes Holztor, vor dem Wohnstallhaus Granitwassertrog mit Inschrift „1839 J.G.A.R.“, längsrechteckige Form, oberer Teil verbrettert, die Längsseite am Rand profiliert - Stallscheune: zweigeschossig, Erdgeschoss Bruchstein, Obergeschoss verbrettert, Giebel Ziegelstein im Obergeschoss (verbrettert), Satteldach, Schiefer (Natur), Kreuzstockfenster - Einfriedung: Granit-Torpfeiler mit Inschrift (links „CR“, rechts „1858“) und Kugelaufsatz, Holztor und Leutepforte (Lattentor) | 08985625 |
| Direkt Bild zu diesem Denkmal hochladen | Schule und Toilettenhäuschen (Schule Tiefenbrunn und Pabstleithen)                    | Pabstleithener Straße 14 (Karte)         | 1903 | In Ecklage zum Schulweg, Gründerzeitgebäude in Klinkerbauweise, ortshistorische Bedeutung. - Schule: zweigeschossiger Klinkerbau mit gelber Klinkergliederung, Bruchsteinsockel, Sohlbänke und Fenstergewände Kunststoff, gerade Fensterüberdachung, im Obergeschoss Fenstersturzbögen aus gelbem Klinker, Zahnschnittgesims, Traufseite neun Fensterachsen, Mittelrisalit (leicht hervortretend) mit Eingang und originaler Holztür mit Oberlicht und Ziergitter, Satteldach, Pappe profilierte Knaggen, im Obergeschoss vier originale Fenster mit profiliertem Kämpfer, giebelseitig eingeschossiger späterer Anbau - Toilettenhäuschen: eingeschossiger Klinkerbau, flaches Satteldach, Pappe, zwei originale Haustüren, Giebeldreieck Holzgitter | 08985626 |
| Direkt Bild zu diesem Denkmal hochladen | Wohnstallhaus                                                                         | Pabstleithener Straße 24 (Karte)         | Mitte 19. Jahrhundert                                                                                      | Eingeschossiges Gebäude mit verbrettertem Giebel, Lehmwände, von sozialhistorischer Bedeutung. Eingeschossig mit Drempel, massiv (Ziegelstein, verputzt), Drempel verbrettert, ursprünglich mit Ziegenstall, Holzdachrinne, Satteldach, Schieferdeckung, Schleppgaupen, Sohlbänke aus Schieferplatten, Fensterfaschen, Eingang (Tür neu) mit seitlichen Schutzleisten (aus Eisen, profiliert), Drempel um 1945 erneuert, alte Fenster und Winterfenster. | 08985627 |
| Direkt Bild zu diesem Denkmal hochladen | Drei Zollbeamtenwohnhäusern (Doppelhäuser)                                            | Pabstleithener Straße 28, 29, 30 (Karte) | Um 1936 | Landschaftsprägendes Ensemble im typischen Zollhaus-Stil der 1930er Jahre, regionalgeschichtlich von Bedeutung. - Doppelwohnhäuser: drei jeweils traufständig zur Straße angeordnete nebeneinander liegende Typenbauten mit gleicher Baugestalt; Bruchsteinsockel, eingeschossig, traufseitig jeweils zwei Eingänge, rechts jeweils Kellerzugang mit Bruchsteinmauer und Treppenführung, umschrotähnlicher Kranz um das Gebäude, steiles Satteldach (Pappe), Giebel verschiefert, mittig auf dem Dach sitzende Schleppgaupen, kleine quadratische Fenster - Garageneinfahrt: im Halbrund gemauerte Bruchsteinmauer, zum Kellergeschoss führend, Holzgaragentore, neue Fenster | 08985622 |
| Direkt Bild zu diesem Denkmal hochladen | Wohnhaus und Seitengebäude eines Bauernhofes                                          | Schulweg 22 (Karte)                      | Um 1900 | Eingeschossiges Wohnhaus mit Giebelverbretterung, im ursprünglichen Aussehen wieder hergestelltes ländliches Ensemble, baugeschichtliche Relevanz. - Wohnhaus: Massivbau, zum Teil noch Stampflehmkonstruktion, intaktes Wand-Öffnungs-Verhältnis, Doppelfenster in ursprünglicher Sprossung, Drempel, Satteldach, Schieferdeckung, neuer Verbindungsgang zum Seitengebäude; Besonderheit: im Wohnteil Brettdecke, Giebelverbretterung - Seitengebäude Holzkonstruktion | 08985701 |

## Tabellenlegende
- Bild: Bild des Kulturdenkmals, ggf. zusätzlich mit einem Link zu weiteren Fotos des Kulturdenkmals im Medienarchiv Wikimedia Commons. Wenn man auf das Kamerasymbol klickt, können Fotos zu Kulturdenkmalen aus dieser Liste hochgeladen werden:
- Bezeichnung: Denkmalgeschützte Objekte und ggf. Bauwerksname des Kulturdenkmals
- Lage: Straßenname und Hausnummer oder Flurstücknummer des Kulturdenkmals. Die Grundsortierung der Liste erfolgt nach dieser Adresse. Der Link (Karte) führt zu verschiedenen Kartendiensten mit der Position des Kulturdenkmals. Fehlt dieser Link, wurden die Koordinaten noch nicht eingetragen. Sind diese bekannt, können sie über ein Tool mit einer Kartenansicht einfach nachgetragen werden. In dieser Kartenansicht sind Kulturdenkmale ohne Koordinaten mit einem roten bzw. orangen Marker dargestellt und können durch Verschieben auf die richtige Position in der Karte mit Koordinaten versehen werden. Kulturdenkmale ohne Bild sind an einem blauen bzw. roten Marker erkennbar.
- Datierung: Baubeginn, Fertigstellung, Datum der Erstnennung oder grobe zeitliche Einordnung entsprechend des Eintrags in der sächsischen Denkmaldatenbank
- Beschreibung: Kurzcharakteristik des Kulturdenkmals entsprechend des Eintrags in der sächsischen Denkmaldatenbank, ggf. ergänzt durch die dort nur selten veröffentlichten Erfassungstexte oder zusätzliche Informationen
- ID: Vom Landesamt für Denkmalpflege Sachsen vergebene, das Kulturdenkmal eindeutig identifizierende Objekt-Nummer. Der Link führt zum PDF-Denkmaldokument des Landesamtes für Denkmalpflege Sachsen. Bei ehemaligen Kulturdenkmalen können die Objektnummern unbekannt sein und deshalb fehlen bzw. die Links von aus der Datenbank entfernten Objektnummern ins Leere führen. Ein ggf. vorhandenes Icon  führt zu den Angaben des Kulturdenkmals bei Wikidata.